# مایک کوپلاو
مایک کوپلاو (انگلیسی: Mike Koplove؛ زادهٔ ۳۰ اوت ۱۹۷۶) بازیکن بیس‌بال اهل ایالات متحده آمریکا است.
وی در مسابقات کشوری و بین‌المللی در مجموع برندهٔ ۱ مدال برنز شده‌است.